# Сукцинат кадмия
Сукцинат кадмия — неорганическое соединение,
соль кадмия и янтарной кислоты с формулой CdC4H4O4,
бесцветные кристаллы,
слабо растворяется в воде,
образует кристаллогидрат.

## Физические свойства
Сукцинат кадмия образует бесцветные кристаллы.
Слабо растворяется в воде, не растворяется в этаноле.
Образует кристаллогидрат состава CdC4H4O4•2H2O.